# Achiramayo
Achiramayo es un centro poblado del Perú ubicado en el distrito de Ninabamba, de la provincia de Santa Cruz (departamento de Cajamarca).

## Historia
Fue creado como distrito el 21 de abril de 1950 por la ley dada en el gobierno del Presidente Manuel A. Odría, juntamente con el Distrito de Ninabamba.
En 1997 la Resolución Municipal N° 056-97-MPSC-A, lo reconoció como Centro Poblado y la Ordenanza Municipal N° 10-2022-MPSA/A, aprobó la adecuación de la Municipalidad de Achiramayo el 23 de junio de 2022.

## Geografía
Se encuentra a 2240 m s.n.m. (metros sobre el nivel del mar), en el que se encuentran las grutas de Ushcupishgo; El Tragadero, el puente natural desde el tragadero hasta las grutas de Ushcopishgo; el desenbocadero del río seco; la laguna Santa Lucía y el desfiladero de El Gavilán. Además cuenta con extensos campos de cultivo y abundantes paisajes bellos y enigmáticos, como las Grutas de Polulo. En el cerro de Tacamache hay ruinas.

### Límites
| Noroeste: Centro Poblado de El Hualte | Norte: Centro Poblado de La Iraca                 | Nordeste: Cerro Tacamache     |
| Oeste: Distrito de Tongod             |                                                   | Este: Distrito de Chugur      |
| Suroeste: Centro Poblado de Polulo    | Sur: Cerro Cuyucpampa, Las Tizas, Piedra Churcada | Sureste: Distrito de Catilluc |